# MECAR HE-RFL-60N
HE-RFL-60N – belgijski, odłamkowy granat nasadkowy produkowany przez firmę MECAR SA.
HE-RFL-60N może być miotany przy pomocy dowolnego karabinu kalibru 7,62 mm NATO z urządzeniem wylotowym o średnicy 22 mm, przy pomocy naboju ślepego. Prędkość początkowa granatu to 65 m/s, zasięg 300 m. Zapalnik uzbraja się po przeleceniu przez granat 12 m. W momencie wybuchu powstaje około 500 odłamków zapewniających 100% prawdopodobieństwo porażenia celu w promieniu 8 m. Promień bezpieczny to 50 m.